# Velîka Iablunka, Manevîci
Velîka Iablunka (în ucraineană Велика Яблунька) este un sat în comuna Dovjîțea din raionul Manevîci, regiunea Volînia, Ucraina.

## Demografie
Componența lingvistică a localității Velîka Iablunka
     Ucraineană (99,73%)
     Alte limbi (0,27%)
Conform recensământului din 2001, majoritatea populației localității Velîka Iablunka era vorbitoare de ucraineană (99,73%), existând în minoritate și vorbitori de alte limbi.